# Municipio de Merton (Minnesota)
El municipio de Merton (en inglés: Merton Township) es un municipio ubicado en el condado de Steele en el estado estadounidense de Minnesota. En el año 2010 tenía una población de 348 habitantes y una densidad poblacional de 3,73 personas por km².

## Geografía
El municipio de Merton se encuentra ubicado en las coordenadas 44°8′43″N 93°5′8″O / 44.14528, -93.08556. Según la Oficina del Censo de los Estados Unidos, el municipio tiene una superficie total de 93.26 km², de la cual 93,01 km² corresponden a tierra firme y (0,27 %) 0,26 km² es agua.

## Demografía
Según el censo de 2010, había 348 personas residiendo en el municipio de Merton. La densidad de población era de 3,73 hab./km². De los 348 habitantes, el municipio de Merton estaba compuesto por el 97,7 % blancos, el 0,29 % eran afroamericanos, el 0,29 % eran amerindios, el 0,29 % eran asiáticos, el 0,29 % eran de otras razas y el 1,15 % eran de una mezcla de razas. Del total de la población el 0,57 % eran hispanos o latinos de cualquier raza.